# Парк-Сіті (Іллінойс)
Парк-Сіті (англ. Park City) — місто (англ. city) в США, в окрузі Лейк штату Іллінойс. Населення — 7885 осіб (2020).

## Географія
Парк-Сіті розташований за координатами 42°21′13″ пн. ш. 87°53′33″ зх. д. / 42.35361° пн. ш. 87.89250° зх. д. (42.353666, -87.892381).  За даними Бюро перепису населення США в 2010 році місто мало площу 3,08 км², з яких 3,07 км² — суходіл та 0,00 км² — водойми.

## Демографія
Згідно з переписом 2010 року, у місті мешкало 7570 осіб у 2474 домогосподарствах у складі 1752 родин. Густота населення становила 2462 особи/км².  Було 2687 помешкань (874/км²).
Расовий склад населення:
| - 45,5 % — білих - 7,4 % — чорних або афроамериканців - 5,4 % — азіатів - 1,0 % — корінних американців - 0,1 % — вихідців з тихоокеанських островів - 36,8 % — осіб інших рас |

До двох чи більше рас належало 3,9 %. Частка іспаномовних становила 65,2 % від усіх жителів.
За віковим діапазоном населення розподілялося таким чином: 33,4 % — особи молодші 18 років, 60,2 % — особи у віці 18—64 років, 6,4 % — особи у віці 65 років та старші. Медіана віку мешканця становила 29,1 року. На 100 осіб жіночої статі у місті припадало 101,2 чоловіків;  на 100 жінок у віці від 18 років та старших — 98,0 чоловіків також старших 18 років.
Середній дохід на одне домашнє господарство  становив 51 324 долари США (медіана — 42 099), а середній дохід на одну сім'ю — 56 346 доларів (медіана — 41 474). Медіана доходів становила 33 726 доларів для чоловіків та 27 903 долари для жінок. За межею бідності перебувало 19,9 % осіб, у тому числі 23,5 % дітей у віці до 18 років та 10,9 % осіб у віці 65 років та старших.
Цивільне працевлаштоване населення становило 3311 осіб. Основні галузі зайнятості: виробництво — 20,4 %, мистецтво, розваги та відпочинок — 15,8 %, освіта, охорона здоров'я та соціальна допомога — 15,8 %.